# Concilio Luterano Internacional
El Concilio Luterano Internacional (CLI) (en inglés International Lutheran Council - ILC) es una asociación mundial de iglesias cristianas de confesión luterana, es decir, de congregaciones que adhieren a las confesiones históricas del Luteranismo: 

...tal como están expresadas en el Libro de Concordia de 1580, el cual reconocemos como una fiel y verdadera exposición de la fe cristiana, en consonancia con las Sagradas Escrituras.

La organización fue constituida oficialmente en 1993 en una conferencia celebrado en la ciudad de Antigua, Guatemala. No obstante, las iglesias integrantes del CLI remontan los orígenes de su comunión hasta la reunión de líderes luteranos confesionales realizada en la ciudad alemana de Uelzen, en julio de 1952. Asimismo, una segunda reunión fue efectuada en 1959 en Oakland, California y una tercera en 1963, en Cambridge, Inglaterra. En esta última, acordaron seguir realizando conferencias teológicas informales. Durante las tres décadas siguientes efectuaron otras once reuniones informales, hasta su constitución definitiva en 1993. con representantes de los 5 continentes.
El Concilio tenía treinta iglesias participantes a principios de 2007. Entre sus miembros con más integrantes se encuentran la Iglesia Luterana Sínodo de Misuri, la Iglesia Evangélica Luterana de Brasil, y la Iglesia Luterana - Canadá, en conjunto, las iglesias del CLI suman aproximadamente 3.450.000 miembros en todo el mundo, siendo así la segunda comunión luterana más numerosa. Las iglesias miembro del CLI abarcan aproximadamente el 5% de los luteranos afiliados a una iglesia en el mundo.
Desde 1996, el presidente del Concilio es el Rev. Dr. Ralph Mayan, también presidente de la Iglesia Luterana - Canadá. Su Secretario Ejecutivo es el Rev. Dr. Samuel H. Nafzger, director ejecutivo de la Comisión de Teología y Relaciones Eclesiales de la Iglesia Luterana - Sínodo de Misuri. Los delegados del CLI se reúnen en Conferencia (máxima instancia resolutiva de la organización) cada dos años.

## Iglesias del CLI
Ordenadas alfabéticamente por país:
(m/a = cantidad aproximada de miembros)
| País                      | Iglesia                                                                    | m/a       | Sitio oficial                                       |
| ------------------------- | -------------------------------------------------------------------------- | --------- | --------------------------------------------------- |
| Alemania                  | Iglesia Evangélica Luterana Independiente                                  | 36.900    |                                                     |
| Argentina                 | Iglesia Evangélica Luterana Argentina                                      | 28.100    |                                                     |
| Australia                 | Iglesia Luterana de Australia (miembro asociado de la FLM)                 | 75.000    |                                                     |
| Bélgica                   | Iglesia Evangélica Luterana en Bélgica                                     | 150       | ---                                                 |
| Bolivia                   | Iglesia Cristiana Evangélica Luterana de Bolivia                           | ---       | ---                                                 |
| Brasil                    | Iglesia Evangélica Luterana de Brasil                                      | 233.400   |                                                     |
| Canadá                    | Iglesia Luterana - Canadá                                                  | 79.200    |                                                     |
| Chile                     | Iglesia Luterana Confesional de Chile                                      | 350       |                                                     |
| Rep. Popular China        | Iglesia Luterana Sínodo de Hong Kong                                       | 8.700     | Archivado el 8 de julio de 2017 en Wayback Machine. |
| República de China        | Iglesia Evangélica Luterana China                                          | 2.000     | ---                                                 |
| República de Corea        | Iglesia Luterana en Corea (también miembro de la FLM)                      | 5.800     |                                                     |
| Dinamarca                 | Iglesia Evangélica Luterana Libre en Dinamarca                             | 140       |                                                     |
| España                    | Iglesia evangélica luterana española                                       |           |                                                     |
| Estados Unidos de América | Iglesia Luterana Sínodo de Misuri                                          | 2.488.900 |                                                     |
| Estados Unidos de América | Asociación Americana de Iglesias Luteranas                                 | 14.137    |                                                     |
| Filipinas                 | Iglesia Luterana en Filipinas (también miembro de la FLM)                  | 24.600    | ---                                                 |
| Francia                   | Iglesia Evangélica Luterana Sínodo de Francia y Bélgica                    | 820       |                                                     |
| Ghana                     | Iglesia Evangélica Luterana de Ghana (también miembro de la FLM)           | 28.000    | ---                                                 |
| Guatemala                 | Iglesia Luterana de Guatemala                                              | 4.000     |                                                     |
| Haití                     | Iglesia Evangélica Luterana de Haití                                       | 9.000     |                                                     |
| India                     | Iglesia Evangélica Luterana de India (también miembro de la FLM)           | 56.400    | ---                                                 |
| Japón                     | Iglesia Luterana de Japón (miembro asociado de la FLM)                     | 3.000     |                                                     |
| México                    | Sínodo Luterano de México                                                  | 1.200     | ---                                                 |
| Nigeria                   | Iglesia Luterana de Nigeria                                                | 80.000    | ---                                                 |
| Papúa Nueva Guinea        | Iglesia Luterana Gutnius de Papúa Nueva Guinea (también miembro de la FLM) | 140.000   | ---                                                 |
| Paraguay                  | [Iglesia Evangélica Luterana del Paraguay                                  | 4.000     |                                                     |
| Reino Unido               | Iglesia Evangélica Luterana de Inglaterra                                  | 1.600     |                                                     |
| Rusia                     | Iglesia Evangélica Luterana de Ingria en Rusia (también miembro de la FLM) | 18.000    |                                                     |
| Sudáfrica                 | Sínodo Evangélico Luterano Libre en Sudáfrica                              | 2.800     |                                                     |
| Sudáfrica                 | Iglesia Luterana en África del Sur                                         | 20.000    | ---                                                 |
| Sri Lanka                 | Iglesia Luterana Lanka (también miembro de la FLM)                         | 5.300     | ---                                                 |
| Venezuela                 | Iglesia Luterana de Venezuela                                              | 1.600     |                                                     |

- La Iglesia evangélica en Alemania (Iglesia Cristiana Protestante mayoritaria de Alemania) mantiene estrechas relaciones con todas las organizaciones pertenecientes a:
  - Federación Luterana Mundial
  - Concilio Luterano Internacional